# KITERETSU
株式会社KITERETSU（キテレツ、英文表記：KITERETSU Inc.）は、東京都港区に本社を置く企業。ゲームコンテンツの企画・開発などを行っている。2007年2月に設立。

## 概要
- 資本金：1,000万円
- 代表取締役社長：日下部雅謹
- 従業員数：55名
- 本社所在地：〒107-0062 東京都港区南青山1丁目3番1号
パークアクシス青山一丁目タワー2209

（2015年5月現在）

## 事業内容
- ゲームコンテンツの企画・開発およびサービス運営
- アニメーション、CG、TV番組映像物の企画・制作
- キャラクターの企画・開発・デザインおよびマーチャンダイジング事業
- インターネットを利用したメディア事業
- 上記内容に付帯する著作権の管理、アーティストのマネージメント

## 作品
- ズーキーパーシリーズ
- 紙兎ロペ
- Angry Birds Fight!

ほか